# Donald Arnold
Donald "Don" Arnold (født 14. juli 1935 i Kelowna, død 27. juni 2021) var en canadisk roer og olympisk guldvinder.
Arnold begyndte sin karriere som reserve ved University of British Columbias otter i midten af 1950'erne. Som en del af træningen til dette roede han sammen med Lorne Loomer, Archibald MacKinnon og Walter D'Hondt i firer uden styrmand. Da de fire stillede op til udtagelsesløbene i Canada op til OL 1956 i Melbourne, vandt de noget overraskende og kom dermed med til legene. Canadierne vandt både deres indledende heat og semifinalen i bedste tid, og i finalen var de overlegne og sejrede med næsten ti sekunders forspring til USA og Frankrig på henholdsvis sølv- og bronzepladserne. Det var den første canadiske OL-guldmedalje i roning nogensinde.
Det var dog fortsat otteren, der var den store plan for Arnold og hans kammerater. I 1958 vandt Canada i denne båd Commonwealth-mesterskabet, men Arnold stillede også op i fireren med styrmand og vandt her sølv. OL 1960 i Rom var Arnolds sidste mål i otteren. Her blev det til sejr i Canadas indledende heat og dermed kvalifikation til finalen, hvor de dog ikke kunne følge med den tyske båd, der vandt med over fire sekunder til canadierne, der fik sølv, mere end tre sekunder foran Tjekkoslovakiet på tredjepladsen. Sølvmedaljen var Canadas eneste medalje ved disse olympiske lege.
Arnold dimitterede fra University of British Columbia i 1962, og senere tog han en Ph.D. i rekreativt udendørsliv og ressourcestyring fra University of Indiana Bloomington. Han er optaget i flere Halls of Fame: Canada Sports, Canadas Olympiske, British Columbias og University of Columbias, for sine ropræstationer, i nogle af dem for både præstationen ved OL 1956 og ved OL 1960.

## OL-medaljer
- 1956:  Guld i firer uden styrmand
- 1960:  Bronze i otter